# 196 Філомела
196 Філомела (196 Philomela) — астероїд головного поясу, відкритий 14 травня 1879 року.